# Crail
Crail je malé historické městečko ve východním Skotsku ve správní oblasti Fife. Má asi 1 300 obyvatel (2008).
Datum jeho založení není přesně známé, ale sahá někam do 16. století. Z této doby zde stojí na Marketgate i viktoriánský kostel. 
Je zde tradiční hrnčířská dílna, zvaná Crail Pottery, v období letní sezony turistická atrakce. 
Crail má i svůj vlastní přístav, který je hojně využíván jako přístaviště rybářů a lovců krabů a dalších darů moře. 
Město se nachází ve vodní oblasti zálivu Firth of Forth. Ze břehů a pláží je možné pozorovat hojný lodní provoz, protože Firth of Forth je jednou z nejstarších a nefrekventovanějších oblastní lodní dopravy; je to velká obchodní cesta směrem ke Queensferry a Edinburghu. Nachází se zde také mnoho úložišť plynu a ropy. 
Z Crailu je také možné pozorovat změny počasí nad ostrovem Isle of May, kde je ptačí rezervace papuchalků (anglicky Puffins). Dají se zde také pozorovat divocí lachtani a početná hejna racků mořských. 
Příliv a odliv je zde velice mocný a pobřeží se v určitých místech mění až o stovky metrů.
Ve městě se po dlouhé kariéře[kdy?] usídlil skotský reprezentant v běhu na 100, 200 a 400 metrů Mike Hildrey s manželkou. Po ukončení sportovní kariéry se věnoval žurnalistice, ve které jako jediný obdržel dvakrát za sebou (a 9× celkem) cenu British Press Award a mnoho dalších ocenění. Proslavil se odhalením kauzy státního činitele, který bez povolení postavil gigantický bazén na svém pozemku a po dobu 5 let čerpal "na černo" vodu z veřejného zdroje.

## Galerie

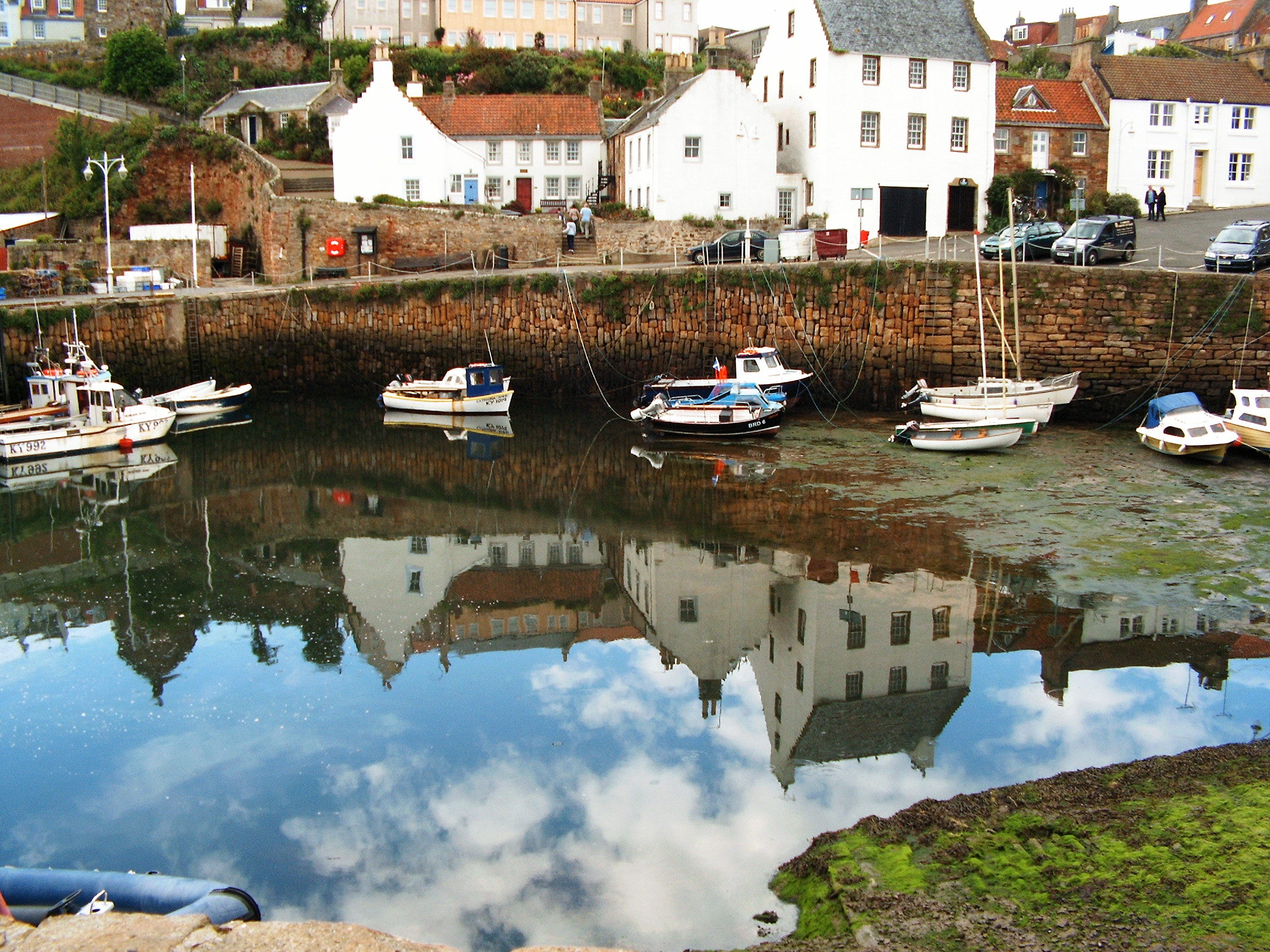
Přístav
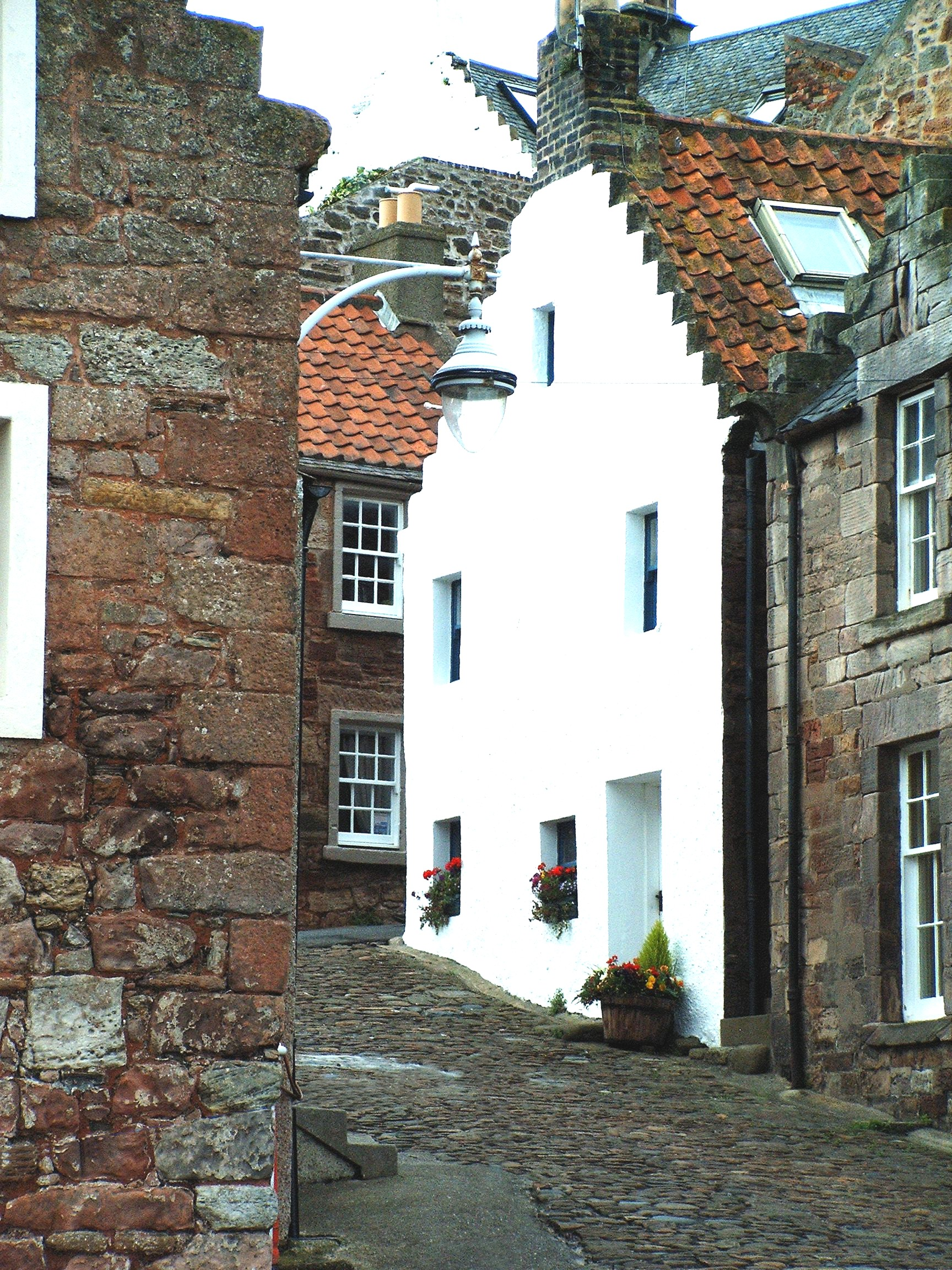
Domy u přístavu
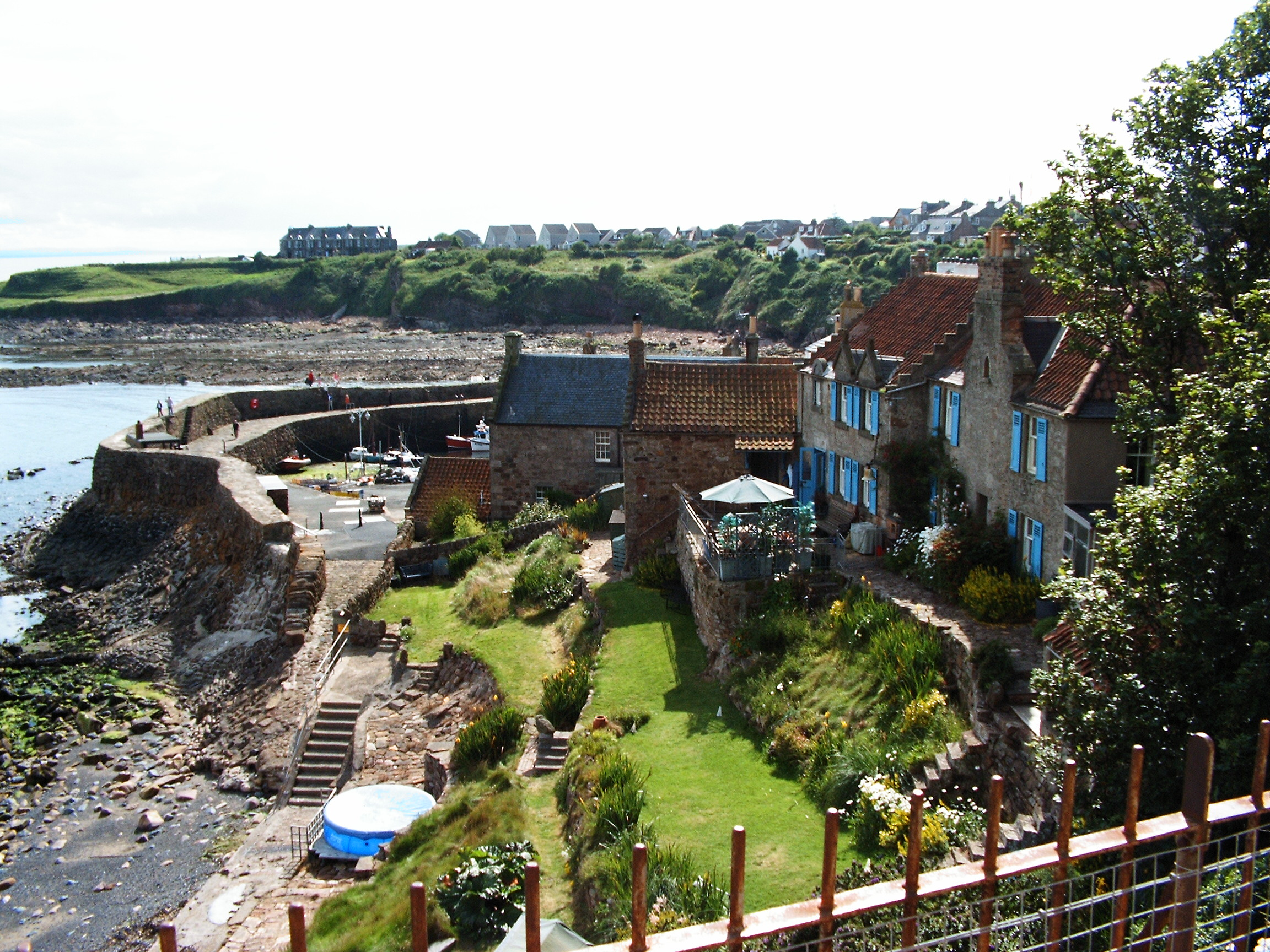
Pohled z přístavu